# Jacob Romberg

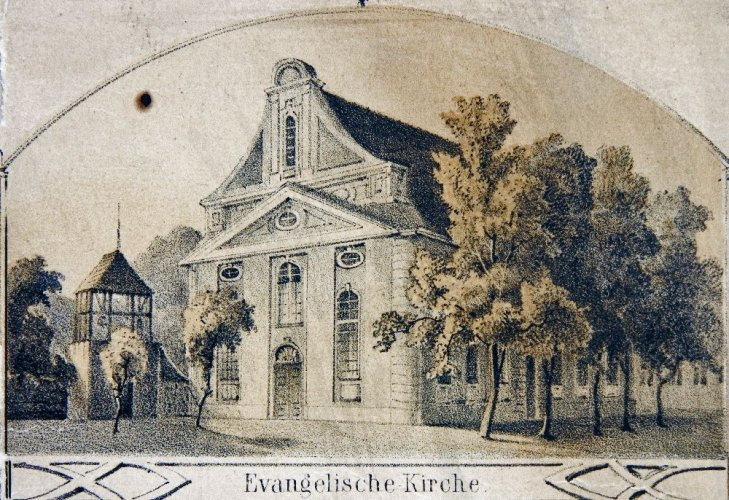
Stara fara ewangelicka (1787–1903) przy ul. Podwale, która w okresie działalności Jacoba Romberga była ewangelicka świątynią parafialną w Bydgoszczy

Jacob Heinrich Ferdinand Romberg (ur. 1787 w Dinslaken, zm. 1866 w Bydgoszczy) – pastor, radca Konsystorza Ewangelickiego w Poznaniu i Regencji w Bydgoszczy, długoletni pastor parafii ewangelickiej w Bydgoszczy (1829–1857), Honorowy Obywatel Bydgoszczy.

## Życiorys
Urodził się 24 maja 1787 r. w Dinslaken koło Duisburga w Westfalii. Był synem pastora i superintendenta kościoła ewangelickiego w Petershagen.
Po odbyciu studiów teologicznych otrzymał stopień doktora teologii na Uniwersytecie Wrocławskim. Następnie objął po ojcu stanowisko pastora superintendenta w Petershagen. Za sprawą superintendenta generalnego Preymorka w 1829 r. przeniósł się do Bydgoszczy, gdzie powierzono mu funkcję pastora miejscowej parafii ewangelickiej. Wkrótce został superintendentem kościoła ewangelickiego obwodu bydgoskiego, radcą Konsystorza Ewangelickiego w Poznaniu oraz radcą ds. wyznań Królewskiej Regencji w Bydgoszczy.
Zaangażował się także w działalność utworzonego w 1844 r. Gustav Adolf-Verein – organizacji, której patronem był Gustaw II Adolf, uchodzący za dobroczyńcę kościoła ewangelickiego. Działał w niej wiele lat, wybrany do zarządu głównego organizacji.
Zasadniczą treścią dokonań Romberga było wspieranie działalności na rzecz budowy i organizacji kościoła ewangelickiego w okręgu bydgoskim. Do 1847 r. udało mu się powołać 15 nowych gmin ewangelickich wraz ze świątyniami, plebaniami i szkołami. W końcu 1847 r. kościół ewangelicki w bydgoskim okręgu regencyjnym tworzyło 5 superintendentur i 45 gmin wyznaniowych, które skupiały 172 tys. wiernych. Romberg był zwolennikiem dalszej rozbudowy organizacyjnej kościoła ewangelickiego, czemu dał wyraz w specjalnym memoriale opracowanym na zlecenie Gustav Adolf-Verein wiosną 1848 r. Stwierdził wówczas, że istnieje potrzeba powołania 29 nowych gmin i budowy kościołów. Planował utworzenie 6 gmin w powiecie bydgoskim, 4 w chodzieskim, 8 w czarnkowskim, po 1 w gnieźnieńskim, wągrowieckim i inowrocławskim, 3 w mogileńskim, 2 w szubińskim i 3 w wyrzyskim.
Oprócz działalności duszpasterskiej i administracyjnej parał się publicystyką, dotyczącą problematyki kościoła ewangelickiego. W 1864 r. przeszedł tu emeryturę. 
Zmarł 30 grudnia 1866 r. w Bydgoszczy. Pochowano go na cmentarzu ewangelickim przy ul. Jagiellońskiej (obecnie Park Ludowy im. W. Witosa).
Był żonaty z Emma Justine Josephine Marianne z domu Dalkowską. Miał kilkoro dzieci.

## Honorowy Obywatel Bydgoszczy
W 1858 r. rada miejska Bydgoszczy na wniosek magistratu podjęła uchwałę o nadaniu mu godności Honorowego Obywatela Bydgoszczy. Właściwa uroczystość i wręczenie okolicznościowego dyplomu miało miejsce 1 maja 1858 r. Wyróżnienie to wręczono mu przy okazji jubileuszu 50-lecia kapłaństwa.